# 三菱電機マイコン機器ソフトウエア
三菱電機マイコン機器ソフトウエア株式会社（みつびしでんきマイコンききソフトウエア、英: Mitsubishi Electric Micro-Computer Application Software Co.,Ltd）は、かつて存在した、三菱電機グループのソフトウェアエンジニアリング会社である。

## 概要
情報・通信・制御・画像映像システムを中心とした組み込みソフトウェア開発、ASIC（LSI、FPGAなど）やDSPのプラットフォーム開発、ならびに生産管理システムの開発を行っていた。
2022年（令和4年）4月1日をもって、当社を含む三菱電機グループのソフトウェア開発会社6社は三菱電機ソフトウエア株式会社に統合された。

## 事業・製品分野
- 情報通信システム
  - 情報機器
  - 通信機器
  - レーダー
  - 映像監視システム
- 宇宙
  - 天体望遠鏡
- 防衛
- FPGAボード

## 事業所
- 本社（兵庫県尼崎市）
- 京都事業所（京都府長岡京市）
- 中部事業所（愛知県名古屋市）
- 東部事務所（神奈川県鎌倉市）
- 姫路事業所（兵庫県姫路市）